# Jarmo Mäkilä

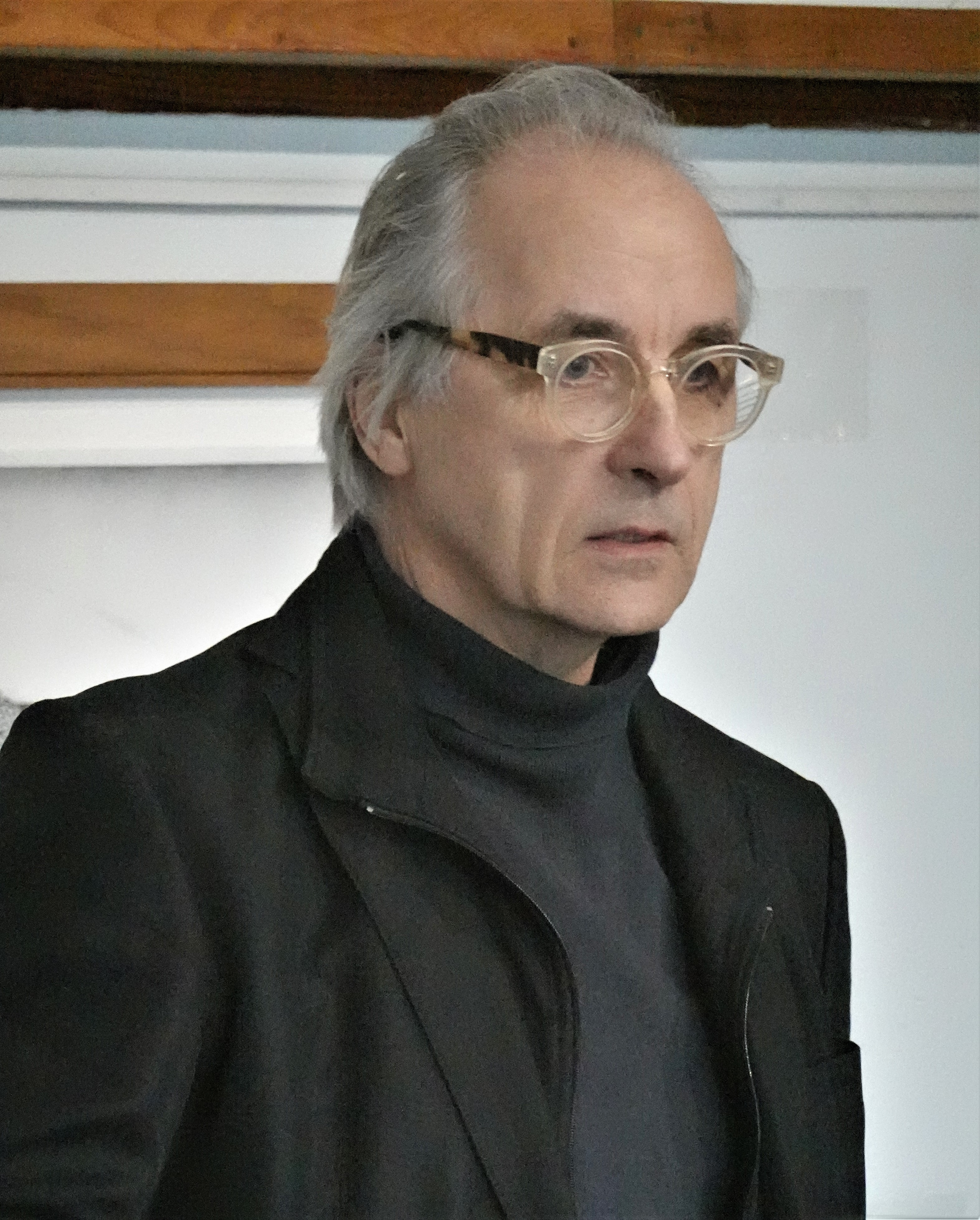
Jarmo Mäkilä i februari 2020.

Jarmo Esa Antero Mäkilä, född 1 juli 1952 i Raumo, är en finländsk målare.
Mäkilä studerade 1970–1971 vid Konstindustriella läroverket och 1970–1974 vid Finlands konstakademis skola samt ställde ut första gången 1970. Han har blivit känd för sina akrylmålningar i stort format, men han har också producerat två serietidningar, Aavekaupunki 1998 och Daydreamer 2002. Också i sina målningar hämtar han impulser och visuella idéer från populärkulturen, filmen och reklamen samt ur konsthistorien genom att travestera och parodiera gamla mästares verk. Han har också målat figurbilder och självporträtt, som förekom redan i hans måleri i slutet av 1970-talet.
Offentliga konstverk av Mäkilä är bland annat Inmarsat i London (1993) och Under stjärnhimlen i Botby kyrka (2000). Mäkilä har undervisat vid Konstindustriella högskolan 1979–1987, som lektor vid Bildkonstakademin 1987–1988 och tillförordnad professor 1993–1994. Han var vice ordförande för Målarförbundet 1978–1982 och ordförande 1982–1986 samt ordförande för Konstnärsgillet i Finland 1986–1991. Han tilldelades Pro Finlandia-medaljen 2002.